# Doeringiella arechavaletai
Doeringiella arechavaletai är en biart som först beskrevs av Brethes 1909.  Doeringiella arechavaletai ingår i släktet Doeringiella och familjen långtungebin. Inga underarter finns listade i Catalogue of Life.